# Kjøpmannskjær
Kjøpmannskjær es una localidad situada en el municipio de Færder, en la provincia de Vestfold, Noruega. Tiene una población estimada, a inicios de 2024, de 444 habitantes.
Está ubicada al sureste del país, a poca distancia al sur de Oslo, al oeste de la frontera con Suecia y junto a la costa occidental del fiordo de Oslo.